# Лібфраумільх

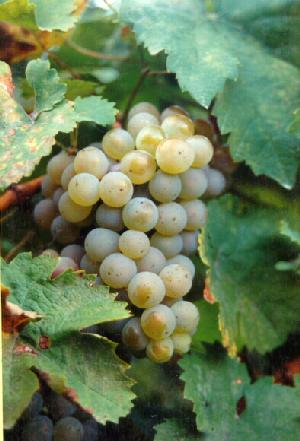
Виноград сорту Мюллер-Турґау часто використовують при виготовленні Лібфраумільх.

Лібфраумільх або лібфрауенмільх (нім. Liebfraumilch, дослівно: молоко коханої панни, з посиланням на Діву Марію) — сорт німецького білого напівсолодкого вина, що виготовляють, здебільшого на експорт, у виноробних регіонах Райнгессен, Палатінате, Райнгау та Нае. Оригінальним німецьким правописом слова є Liebfrauenmilch; так називали вино, виготовлене у виноградниках Liebfrauenkirche (з нім. «церква нашої панни») міста Вормс землі Рейнланд-Пфальц починаючи з вісімнадцятого століття. Варіант правопису Liebfraumilch більш вживаний на маркуванні експортованого вина.
Загальною назвою лібфраумільх зазвичай позначають вина з майже будь-яких великих виноробних регіонів Німеччини, за винятком Мозеля. Вина з дуже схожими характеристиками, проте виготовленими з винограду вищої якості, можуть маркувати як шпетлезе або ауслезе. В США та Великій Британії, мабуть, найвідомішим прикладом було вино Blue Nun (з англ. Блакитна черниця), що вже не використовує позначення лібфраумільх.
В той час, як термін лібфраумільх пов'язують з низькоякісним вином, згідно з Німецькою класифікацією вин воно повинно бути на рівні Qualitätswein bestimmter Anbaugebiete (QbA, дослівно: «Якісне вино з конкретних регіонів»), другому рівні з чотирьох. Також воно повинно бути з регіонів Райнгессен, Пфальц, Нае чи Райнгау, виноград повинен складатись хоча б на 70 % з сортів рислінг, сільванер чи мюллер-турґау, а залишковий вміст цукру має складати 18–40 грамів на літру.
У книзі Едварда Еббі «Пустельний пасьянс» автор по дорозі на гору Тукухніківатц зупиняється в винному магазині, щоб купити пляшку «лібфраумільх».